# Stade ATCO
Le Stade ATCO (anglais : ATCO Field) est un stade de football (soccer) situé à Spruce Meadows, à la périphérie de Calgary, Alberta, Canada,. Depuis 2019, il est le domicile du Cavalry Football Club, évoluant dans la Première ligue canadienne.